# ترونتایشوو
ترونتایشوو (به لاتین: Truntaishevo) یک منطقهٔ مسکونی در روسیه است که در باشقیرستان واقع شده‌است.